# Ben Zobrist
Benjamin Thomas Zobrist (ur. 26 maja 1981) – amerykański baseballista występujący na pozycji drugobazowego w Chicago Cubs.

## Przebieg kariery

### College
Zobrist grał w college baseball na Olivet Nazarene University, reprezentując w latach 2000–2003 barwy zespołu Olivet Nazarene Tigers, zrzeszonym w National Association of Intercollegiate Athletics, osiągając średnią 0,376. W sierpniu 2013 został uhonorowany członkostwem w  NAIA Hall of Fame, zaś w październiku 2014 w Athletics Hall of Fame uczelni Olivet Nazarene. W 2004 studiował na Dallas Baptist University, gdzie grał w drużynie Dallas Baptist Patriots, uzyskując średnią 0,378.

### Tampa Bay Devil Rays/Rays

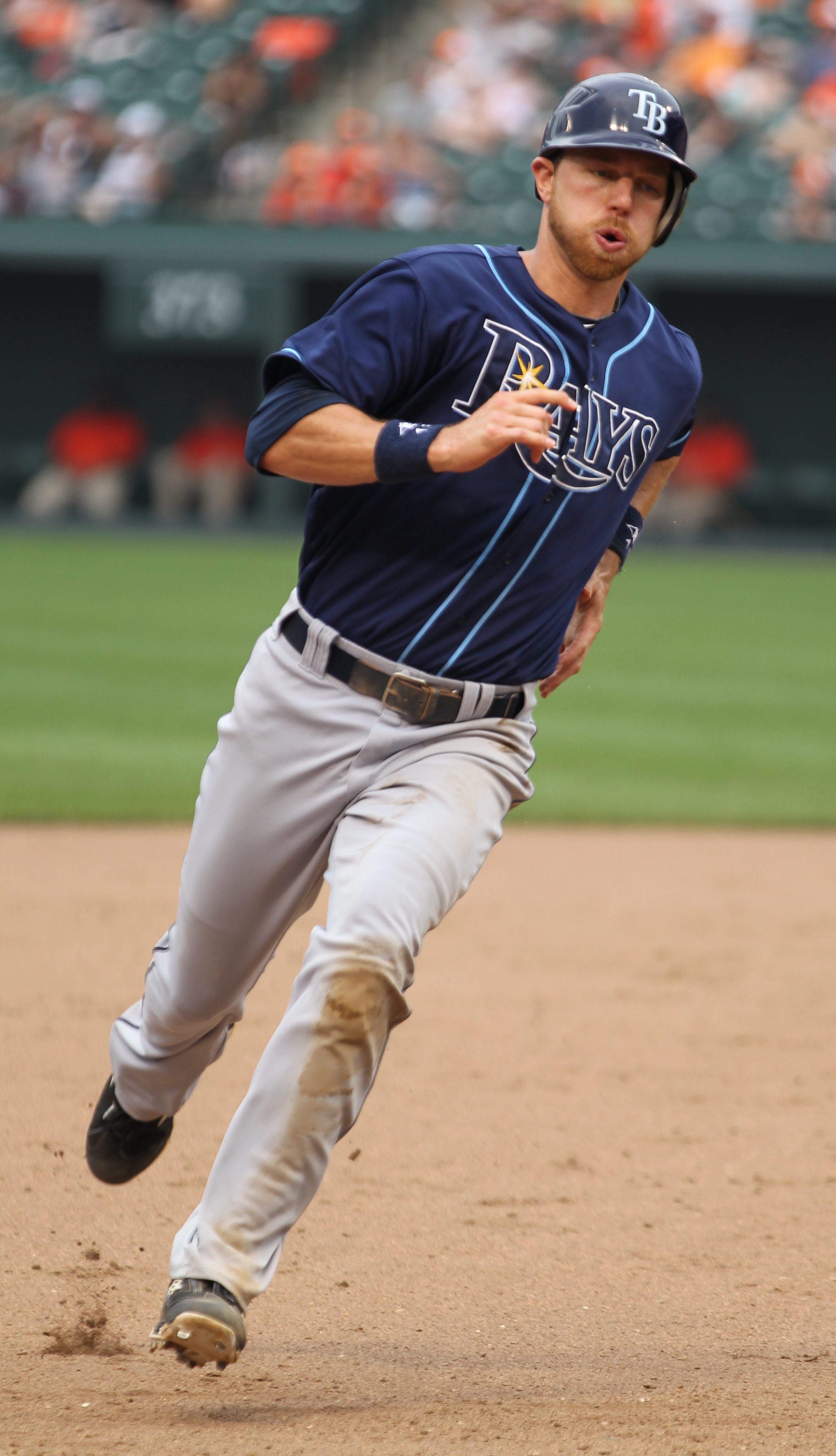
Ben Zobrist podczas gry w Tampa Bay Rays.

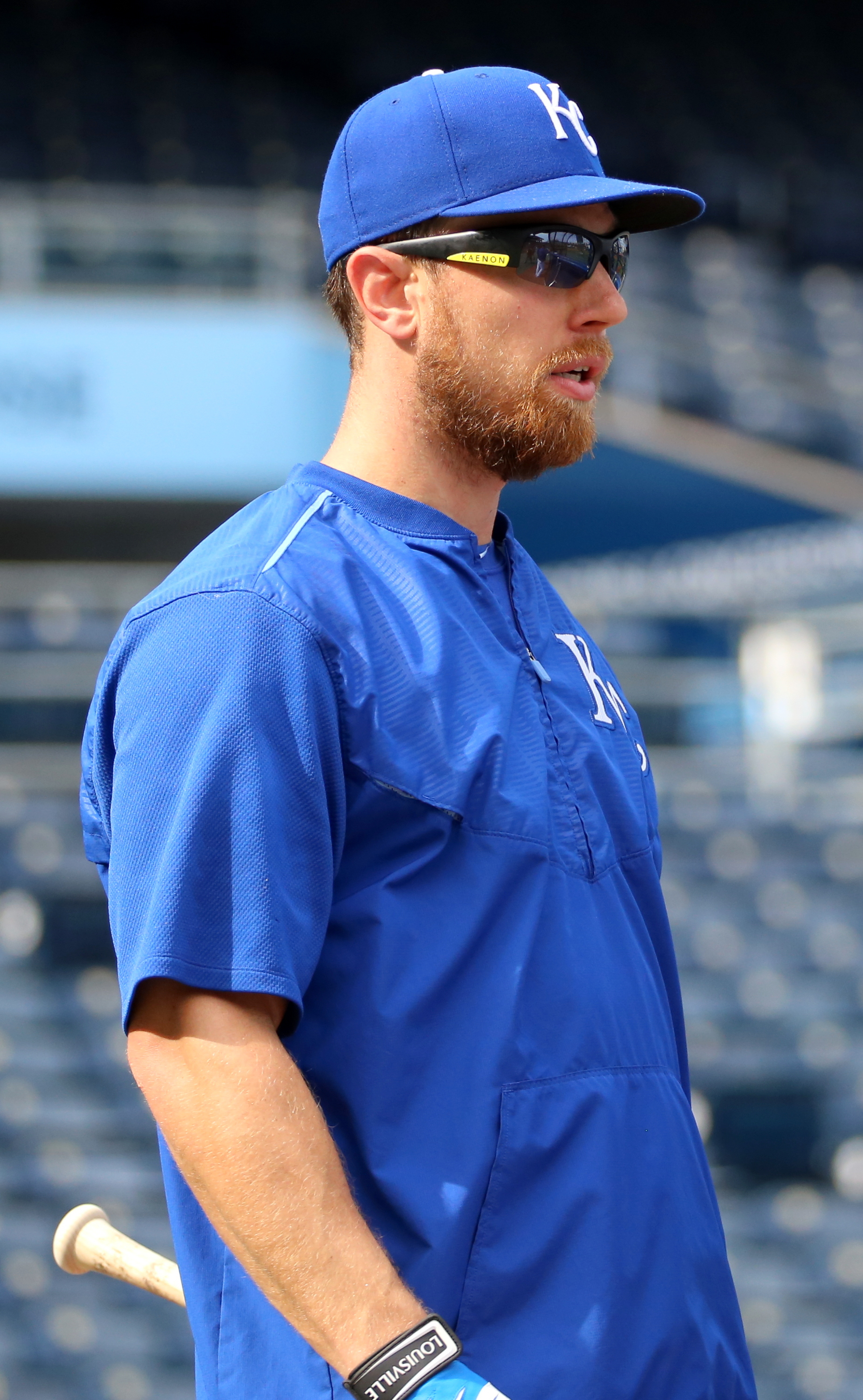
Ben Zobrist jako zawodnik Kansas City Royals.

W czerwcu 2004 został wybrany w 6. rundzie draftu przez Houston Astros, gdzie występował w klubach farmerskich tego zespołu, najwyżej na poziomie Double-A w Corpus Christi Hooks. W lipcu 2006 w ramach wymiany zawodników przeszedł do Tampa Bay Devil Rays, w którym zadebiutował 1 sierpnia 2006 w meczu przeciwko Detroit Tigers. Pięć dni później w spotkaniu z Boston Red Sox zdobył pierwszego home runa w MLB. Do 2008 występował głównie na pozycji łącznika.
Sezon 2009 rozpoczął na pozycji prawozapolowego. Pod koniec maja w związku z kontuzją drugobazowego Rays Akinoriego Iwamury, Zobrist został przesunięty na tę pozycję. W lipcu po raz pierwszy wystąpił w Meczu Gwiazd. Lokalny oddział zrzeszenia dziennikarzy Baseball Writers’ Association of America wybrał go najbardziej wartościowym zawodnikiem zespołu za sezon 2009, a w głosowaniu do nagrody MVP American League zajął 8. miejsce.
28 kwietnia 2011 w wygranym przez Rays 15–3 pierwszym meczu doubleheader z Minnesota Twins, ustanowił rekord kariery, zaliczając 8 RBI. W sezonie 2012 grał na trzech pozycjach: drugobazowego (58 spotkań), łącznika (47) i prawozapolowego (71). 10 września 2014 w meczu z New York Yankees zaliczył 1000. uderzenie w MLB.

### Oakland Athletics
W styczniu 2015 w ramach wymiany przeszedł do Oakland Athletics. 6 kwietnia 2015 w meczu otwarcia sezonu przeciwko Texas Rangers zdobył dwupunktowego home runa w swoim pierwszym podejściu do odbicia. W Athletics rozegrał 67 spotkań, uzyskując średnią 0,268.

### Kansas City Royals
W lipcu 2015 w ramach wymiany zawodników przeszedł do Kansas City Royals. W sezonie zasadniczym rozegrał w Royals 59 meczów, notując średnią 0,284, zdobywając 7 home runów, zaliczając 23 RBI. Zespół wygrał AL Central Division, a w National League Division Series pokonał Houston Astros 3–2. Royals pokonali w American League Championship Series Toronto Blue Jays 4–2, a w World Series New York Mets 4–1 i zdobyli pierwszy od 1985 roku tytuł mistrzowski. Zobrist wystąpił we wszystkich meczach postseason, w których uzyskał średnią 0,303, zdobył 2 home runy i zaliczył 6 RBI.

### Chicago Cubs

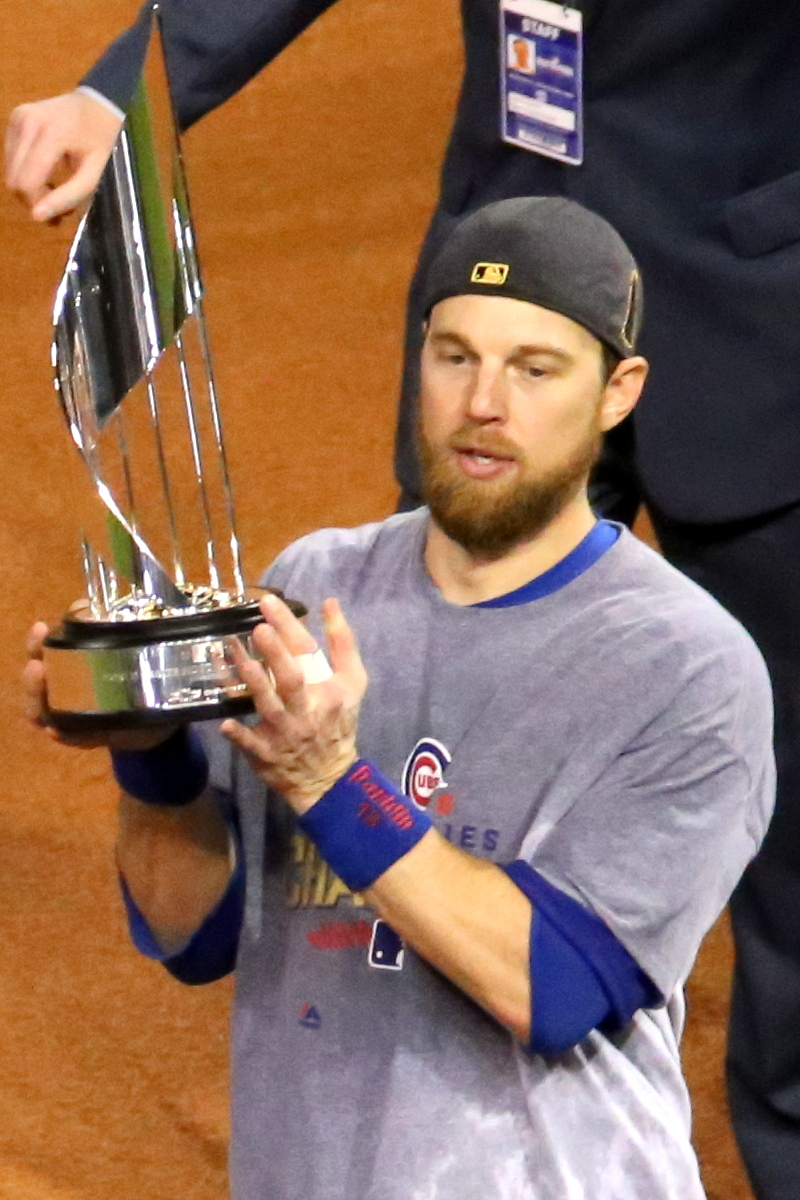
Ben Zobrist z trofeum dla najbardziej wartościowego zawodnika World Series 2016.

W grudniu 2015 podpisał czteroletni kontrakt wart 56 milionów dolarów z Chicago Cubs. W lipcu 2016 otrzymał spośród drugobazowych najwięcej głosów kibiców i został trzecim w historii klubu zawodnikiem grającym na tej pozycji (wcześniej byli to Glenn Beckert i Ryne Sandberg), który został wybrany do wyjściowego składu NL All-Star Team. W World Series 2016 zaliczył 10 odbić (najwięcej w zespole), w tym RBI double w pierwszej połowie dziesiątej zmiany meczu numer 7, które dało prowadzenie Cubs i ostatecznie zwycięstwo w całej serii. Dzięki temu Zobrist został wybrany najbardziej wartościowym zawodnikiem World Series.

## Nagrody i wyróżnienia
| Nagroda/wyróżnienie      | Lata             | Źródło        |
| 3× All-Star              | 2009, 2013, 2016 | [ 4 ]         |
| Zwycięzca w World Series | 2015, 2016       | [ 15 ] [ 18 ] |
| World Series MVP         | 2016             | [ 18 ]        |